# ジ〜ン

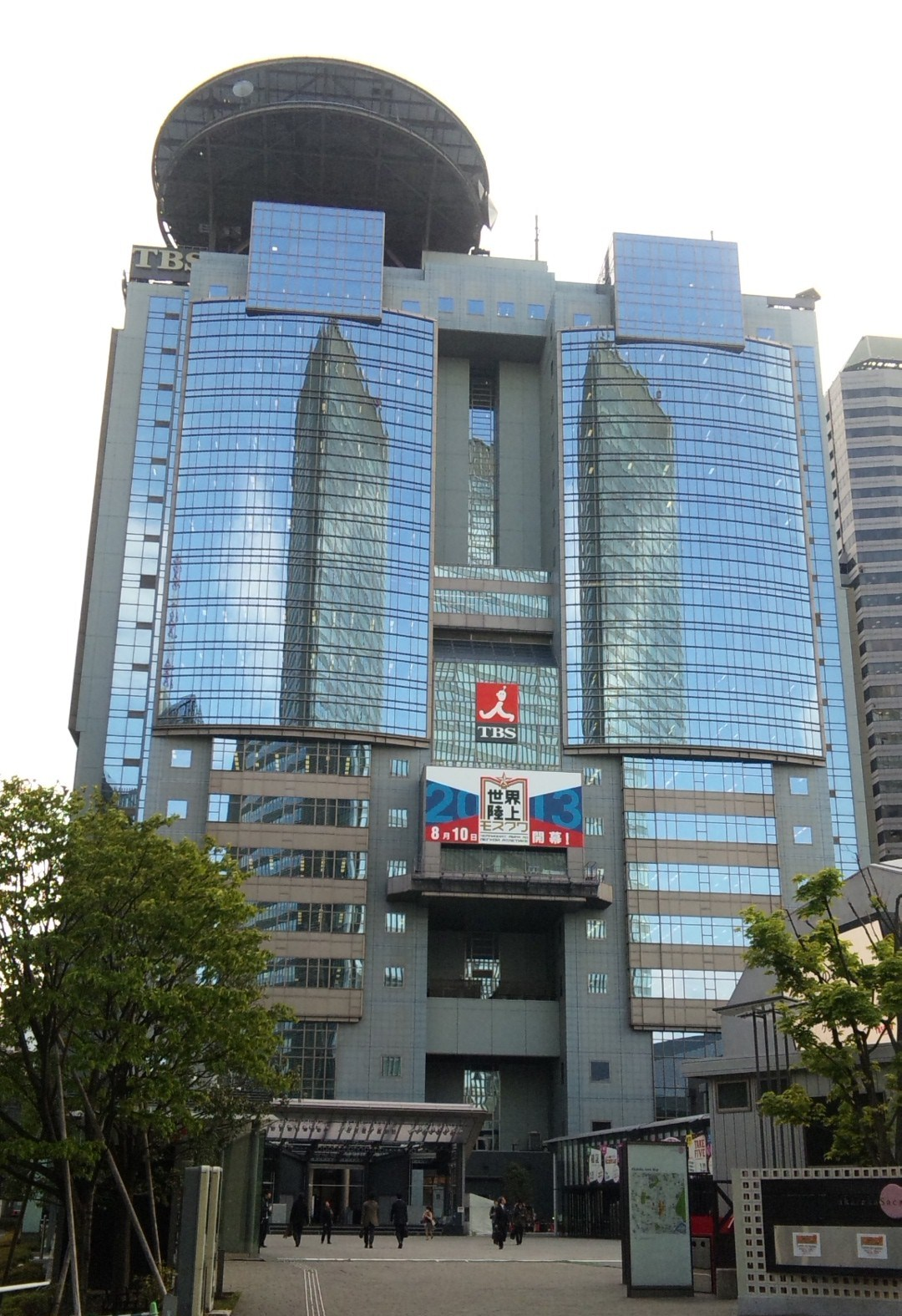
TBS放送センター（東京都港区）。中央にジ〜ンが掲げられている。

ジ〜ンは、東京放送ホールディングス（→TBSホールディングス）とTBSテレビ（TBS TV）、TBSラジオ（TBS R）、日音等TBSグループ各社、JNN/TBSネットワーク各社にて2020年3月まで使用されていた統一シンボルマーク・社章。

## 概要
東京放送（→東京放送ホールディングス→TBSホールディングス）（以下、TBS）が2000年2月に、一般募集した作品の中から選定した。「人」の字（顔の頭部の上には電波のアンテナがある）がモチーフであり、送り手も受け手も人だという意味が込められている。制定時のスポットCMには、進藤晶子（当時TBSアナウンサー）が出演した。
基本的にTBS製作番組のクレジットで使われ、JNN各局（ネット局）製作の全国ネット番組でも使われる事が多い（例：「製作著作　MBS（ジ〜ン）」）。TBSでは局のシンボルマークとしてマスコットキャラクターのBooBoやBoona等と共に使用している為、ローカル番組も含め殆どの自社製作番組で表示される（後述）等、TBSの社旗に使用されたり、テレビカメラや取材等で使うマイク等の放送機材等にもジ〜ンのシールが貼られている。2020年の現行ロゴに変更までTBSの地上デジタル放送でのチャンネルロゴ表示等にも使用されていた他、TBS発売のDVDパッケージや、ロゴムービー等でも見られる。
TBSラジオでは、一時期（分社化前）は使用されていたが、2001年からは独自のロゴに変更されたものの、一部で使用されている格好となった（番組表では左上にジ〜ンが添えられていた）。ラジオ直系のTBSハウジングでは2020年3月まで使用されていた。　
2020年4月1日より、テレビ・ラジオ等を含むTBSグループ全体の新CI導入に伴いロゴマークが変更され、それに伴い旧ロゴとジ〜ンはその前日となる2020年3月31日をもって使用終了（廃止）となった。これに伴いテレビ番組等での製作著作クレジットでは、2020年4月1日より旧ロゴと共にジ〜ンマークも廃されており、その他の機材やテレビ中継車のデザイン、TBS関連の各種印刷物等、これまでジ〜ンマークを使用していた箇所からも廃された。

### ジ〜ンが外されていた事例
ただし、TBSネットワーク扱いの全国ネット番組でも番組では表示されない。TBS単独制作の番組であっても『紳助社長のプロデュース大作戦!』や『お茶の水ハカセ』、『もてもてナインティナイン』（各番組とも既に終了）、『金スマ』、TBS・テレパック共同制作の2時間ドラマを含むテレビドラマ（例・『浅見光彦シリーズ』、『Wの悲劇』（テレビドラマ版））等製作著作クレジットに表示されていない番組がある他、TBSテレビ発で系列外局への時差ネットがある番組では基本的には外される。しかし系列外ネットがあっても例外として表示されるケースがある。また、2010年秋以降の単発特別番組では制作クレジットが「TBS」ではなく「TBSテレビ」と表記され、ジ〜ンの併記がない例がある。その一方で、TBSの深夜アニメ枠（アニメリコ）の全作品は関西圏の独立局等にネットする作品があるが、関西圏では独立局等でネットする作品でも製作著作クレジットにジ〜ンが付けられる。また、アニメリコ作品の番宣ポスターにもジ〜ンが表記される。一方で2009年以降、MBS製作アニメは全国ネットであってもジ〜ンは付けられない。

### JNN協定との兼ね合い
JNN協定により全国同時ネットの義務付け等の拘束が発動するニュース番組等は名目上加盟全局による共同制作となる為、協定の例外扱いでTBS製作著作としてエンディングにクレジットが表示される『JNN報道特集』（現・報道特集）や、週末の『JNNニュース』等のエンドクレジットを除き表示されない。ただし、TBS本社Nスタジオ内にあるジ〜ンのオブジェをCM前カットに写したりする場合がある。
2000年4月から2007年3月まで、JNNニュースの項目テロップの左下に「ジ〜ン」が添えられていた。

### 系列局の対応
TBS以外のJNN系列局製作番組では、局によって全国ネット番組でもジ〜ンを一切使わないことがある。例えばRCCではジ〜ンに代えて自社のキャッチコピーである「広島家族 RCC」ロゴ（2012年から）を使うか、正式な局ロゴのみの表示のどちらかとなる（逆にローカル放送でも、TBSが制作協力に参加する場合はTBSのロゴにジ〜ンを併記することがある）。

またCBC、MBSではネット局があってもローカルセールスベースの番組販売形式で展開される番組ではローカル番組と同様の扱いとなり、購入する局にTBSが含まれていてもジ〜ンが外されることがある。かつてはCBC制作のJNNネットワークセールス番組でも同時ネット局もしくは放送対象地域にTBSが含まれない場合、ジ〜ンを外していた。CBCでもキユーピー3分クッキングで表示される。

### 民教協との兼ね合い
なお、JNNと民間放送教育協会の両方に加盟している局が、『日本のチカラ』や『民教協スペシャル』等で持ち回りの制作局となった場合、関東地区ではテレビ朝日等での放送、且つ送り出しもテレビ朝日となることがある為、ジ〜ンは表示されない。局によっては民教協番組に限って制作クレジットをTBSネットワーク向け番組の標準形式である略称ロゴではなく正式社名で出すこともある。民教協スペシャルが民放連賞や放送文化基金賞、ギャラクシー賞等を受賞して全国ネットでの再放送となった場合も、民教協加盟社同士のネット回しが原則となるためTBS等では放送されず、ジ〜ンが後から付けられることはない。